# Янссон, Оскар
Оскар Эрик Янссон (швед. Oscar Erik Jansson; род. 23 декабря 1990, Эребру) — шведский футболист, вратарь клуба «Норрчёпинг».

## Клубная карьера
Начинал заниматься футболом в клубе «Карлслунд». В играх за юношескую сборную его заметили скауты английского «Тоттенхэм Хотспур», в молодёжную команду которого он перешёл в январе 2007 года. В сентябре 2009 года отправился в краткосрочную аренду в «Эксетер Сити», выступающий в английской Лиге 1. В августе 2010 года был отдан в аренду в «Нортгемптон Таун», где за месяц провёл четыре игры, а в августе следующего года был на месяц арендован клубом «Брэдфорд Сити», где сыграл один матч в лиге.
В феврале отправился на просмотр в ирландский «Шемрок Роверс», в который затем перешёл на правах аренды до лета. 2 марта 2012 года дебютировал за клуб в матче первом туре нового чемпионата Ирландии с «Дроэда Юнайтед». По окончании аренды подписал с клубом полноценный контракт до конца сезона. В общей сложности принял участие в 36 матчах, в которых пропустил 42 мяча.
26 декабря 2012 года вернулся в Швецию, подписав трёхлетний контракт с «Эребру», выступающим в Суперэттане. В первые в воротах нового клуба сыграл 2 марта 2013 года в матче группового этапа кубка страны с «Вернаму». По итогам сезона клуб занял вторую строчку в турнирной таблице и вышел в Алльсвенскан. 30 марта 2014 года Янссон дебютировал в чемпионате Швеции в матче против «Хальмстада», выйдя на игру в стартовом составе и в перерыве уступив место Якобу Ринне. Всего в клубе провёл восемь лет, приняв участие более чем в 200 матчах, причем в последних четырёх сезонах отыграл без замен.
7 января 2021 года подписал контракт с «Норрчёпингом». Первую игру за клуб провёл 20 февраля 2021 года в кубке Швеции против «Сундсвалля», оставив свои ворота в неприкосновенности.

## Карьера в сборной
Выступал за юношеские сборные Швеции. Провёл несколько матчей в составе молодёжной сборной. В декабре 2013 года был вызван в состав национальной сборной на январский сбор. Дебютировал в её составе 21 января 2014 года в товарищеской игре с Исландией, выйдя в стартовом составе и уступив место в воротах во втором тайме Давиду Митов-Нильссону.

## Достижения
Шемрок Роверс:
- Финалист Кубка ирландской лиги: 2012

Эребру:
- Победитель Суперэттана: 2013
- Финалист Кубка Швеции: 2014/15

## Клубная статистика
| Выступление      | Выступление      | Выступление      | Лига | Лига | Кубки | Кубки | Конт. кубки | Конт. кубки | Итого | Итого |
| Клуб             | Лига             | Сезон            | Игры | Голы | Игры  | Голы  | Игры        | Голы        | Игры  | Голы  |
| ---------------- | ---------------- | ---------------- | ---- | ---- | ----- | ----- | ----------- | ----------- | ----- | ----- |
| Эксетер Сити     | Лига 1           | 2009/10          | 7    | -13  | 0     | 0     | 0           | 0           | 7     | -13   |
| Эксетер Сити     | Итого            | Итого            | 7    | -13  | 0     | 0     | 0           | 0           | 7     | -13   |
| Нортгемптон Таун | Лига 2           | 2010/11          | 4    | -5   | 2     | -3    | 0           | 0           | 6     | -8    |
| Нортгемптон Таун | Итого            | Итого            | 4    | -5   | 2     | -3    | 0           | 0           | 6     | -8    |
| Брэдфорд Сити    | Лига 2           | 2011/12          | 1    | -2   | 2     | -3    | 0           | 0           | 3     | -5    |
| Брэдфорд Сити    | Итого            | Итого            | 1    | -2   | 2     | -3    | 0           | 0           | 3     | -5    |
| Шемрок Роверс    | Высший дивизион  | 2012             | 31   | -35  | 3     | -5    | 2           | -2          | 36    | -42   |
| Шемрок Роверс    | Итого            | Итого            | 31   | -35  | 3     | -5    | 2           | -2          | 36    | -42   |
| Эребру           | Суперэттан       | 2013             | 30   | -21  | 4     | -5    | 0           | 0           | 34    | -26   |
| Эребру           | Алльсвенскан     | 2014             | 21   | -28  | 0     | 0     | 0           | 0           | 21    | -28   |
| Эребру           | Алльсвенскан     | 2015             | 17   | -30  | 4     | -3    | 0           | 0           | 21    | -33   |
| Эребру           | Алльсвенскан     | 2016             | 18   | -33  | 1     | -2    | 0           | 0           | 19    | -35   |
| Эребру           | Алльсвенскан     | 2017             | 30   | -54  | 2     | -2    | 0           | 0           | 32    | -56   |
| Эребру           | Алльсвенскан     | 2018             | 30   | -40  | 4     | -4    | 0           | 0           | 34    | -44   |
| Эребру           | Алльсвенскан     | 2019             | 30   | -56  | 4     | -5    | 0           | 0           | 34    | -61   |
| Эребру           | Алльсвенскан     | 2020             | 30   | -41  | 4     | -6    | 0           | 0           | 34    | -47   |
| Эребру           | Итого            | Итого            | 206  | -303 | 23    | -27   | 0           | 0           | 229   | -330  |
| Норрчёпинг       | Алльсвенскан     | 2021             | 30   | -41  | 4     | -5    | 0           | 0           | 34    | -46   |
| Норрчёпинг       | Алльсвенскан     | 2022             | 0    | 0    | 4     | -5    | 0           | 0           | 4     | -5    |
| Норрчёпинг       | Итого            | Итого            | 30   | -41  | 8     | -10   | 0           | 0           | 38    | -51   |
| Всего за карьеру | Всего за карьеру | Всего за карьеру | 279  | -399 | 38    | -48   | 2           | -2          | 319   | -449  |

## Статистика в сборной
| Матчи и пропущенные мячи Оскара Янссона за национальную сборную Швеции | Матчи и пропущенные мячи Оскара Янссона за национальную сборную Швеции | Матчи и пропущенные мячи Оскара Янссона за национальную сборную Швеции | Матчи и пропущенные мячи Оскара Янссона за национальную сборную Швеции | Матчи и пропущенные мячи Оскара Янссона за национальную сборную Швеции | Матчи и пропущенные мячи Оскара Янссона за национальную сборную Швеции |
| №                                                                      | Дата                                                                   | Оппонент                                                               | Счёт                                                                   | Голы                                                                   | Соревнование                                                           |
| ---------------------------------------------------------------------- | ---------------------------------------------------------------------- | ---------------------------------------------------------------------- | ---------------------------------------------------------------------- | ---------------------------------------------------------------------- | ---------------------------------------------------------------------- |
| 1                                                                      | 21 января 2014                                                         | Исландия                                                               | 2:0                                                                    | 0                                                                      | Товарищеский матч                                                      |

Итого:1 матч и 0 пропущенных мячей; 1 победа, 0 ничьих, 0 поражений.